# Eddie Drennon
Eddie Drennon (né Edward Allen Drennen en 1940 à Newark) est un musicien, compositeur, producteur et arrangeur américain.

## Biographie
Artiste au style musical éclectique, il est surtout connu pour le tube Let's Do The Latin Hustle (1975) enregistré avec son groupe B.B.S. Unlimited. Cette chanson a été écrite, produite et arrangée par Drennon. Parmi les autres œuvres de cette période se trouve Do What You Gotta Do (1975) qui a été samplée par de nombreux musiciens comme Grandmaster Flash, The Avalanches, Biz Markie ou encore Shaggy.

## Discographie

### Albums
- 1975 : Collage
- 1978 : It Don't Mean a Thing'
- 1977 : Would You Dance to My Music
- 1983 : Eddie Drennon and Charanga Soul